# WAGR 증후군
WAGR 증후군(WAGR syndrome)은 영향을 받은 소아가 윌름스 종양(신장 종양), 무홍채증(유색 눈의 일부, 홍채), 비뇨 생식기 이상 및 정신 지체를 수반하는 희귀 유전 증후군이다. 비뇨생식기 이상은 생식선(고환 또는 난소)의 종양을 포함할 수 있기 때문에 G는 때때로 "생식모세포종"으로 대신 주어진다.
일부 WAGR 증후군 환자는 심한 아동 비만과 과식증을 보인다. 약어 WAGRO(비만을 위한 O)는 이 범주를 설명하는 데 사용되었으며 11번 염색체에도 있는 유전자인 BDNF의 동시 손실과 관련이 있을 수 있다.
밀러 등(Miller et al.)에 의해 처음 기술된 이 질환은 1964년에 다른 선천성 기형과 관련하여 여러 유전자의 손실을 초래하는 11번 염색체의 결실로 인해 발생한다. 따라서 인접 유전자의 손실로 인해 발생하는 상태에 대해 가장 잘 연구된 사례 중 하나이다.
WAGR 증후군이 있는 사람들은 희귀한 형태의 신장암인 윌름스 종양에 걸릴 가능성이 있다.